# العلاقات البوسنية الكورية الجنوبية
العلاقات البوسنية الكورية الجنوبية هي العلاقات الثنائية التي تجمع بين البوسنة والهرسك وكوريا الجنوبية.

## مقارنة بين البلدين
هذه مقارنة عامة ومرجعية للدولتين:
| وجه المقارنة                                              | البوسنة والهرسك                                             | كوريا الجنوبية                                                          |
| --------------------------------------------------------- | ----------------------------------------------------------- | ----------------------------------------------------------------------- |
| المساحة (كم2)                                             | 51.20 ألف                                                   | 100.30 ألف                                                              |
| عدد السكان (نسمة)                                         | 3.51 مليون                                                  | 51.47 مليون                                                             |
| الكثافة السكانية (ن./كم²)                                 | 68.55                                                       | 513.16                                                                  |
| العاصمة                                                   | سراييفو                                                     | سول                                                                     |
| اللغة الرسمية                                             | اللغة البوسنوية، اللغة الكرواتية، اللغة الصربية             | اللغة الكورية                                                           |
| العملة                                                    | مارك بوسني                                                  | وون كوري جنوبي                                                          |
| الناتج المحلي الإجمالي (بليون دولار)                      | 18.17 مليار                                                 | 1.53 تريليون                                                            |
| الناتج المحلي الإجمالي (تعادل القوة الشرائية) بليون دولار | 41.35 مليار                                                 | 1.75 تريليون                                                            |
| الناتج المحلي الإجمالي الاسمي للفرد دولار أمريكي          | 4.25 ألف                                                    | 27.22 ألف                                                               |
| الناتج المحلي الإجمالي للفرد دولار أمريكي                 | 10.43 ألف                                                   |                                                                         |
| مؤشر التنمية البشرية                                      | 0.733                                                       | 0.901                                                                   |
| رمز المكالمات الدولي                                      | +387                                                        | +82                                                                     |
| رمز الإنترنت                                              | .ba                                                         | .kr                                                                     |
| المنطقة الزمنية                                           | توقيت وسط أوروبا، ت ع م+01:00، ت ع م+02:00، أوروبا/سراييفو ‏ | توقيت كوريا الجنوبية، ت ع م+09:00، آسيا/سيول ‏، ت ع م+08:00، ت ع م+08:30 |

## منظمات دولية مشتركة
يشترك البلدان في عضوية مجموعة من المنظمات الدولية، منها:
| علم المنظمة | اسم المنظمة                               | تاريخ انضمام البوسنة والهرسك | تاريخ انضمام كوريا الجنوبية |
| ----------- | ----------------------------------------- | ---------------------------- | --------------------------- |
|             | مؤسسة التمويل الدولية                     | 25 فبراير 1993               | 16 مارس 1964                |
|             | منظمة حظر الأسلحة الكيميائية              | ?                            | ?                           |
|             | يونسكو                                    | 2 يونيو 1993                 | 14 يونيو 1950               |
|             | الأمم المتحدة                             | 22 مايو 1992                 | 17 سبتمبر 1991              |
|             | منظمة الشرطة الجنائية الدولية             | ?                            | ?                           |
|             | البنك الدولي للإنشاء والتعمير             | 25 فبراير 1993               | 26 أغسطس 1955               |
|             | الاتحاد البريدي العالمي                   | ?                            | ?                           |
|             | مؤسسة التنمية الدولية                     | 25 فبراير 1993               | 18 مايو 1961                |
|             | المركز الدولي لتسوية المنازعات الاستشارية | 13 يونيو 1997                | 23 مارس 1967                |
|             | وكالة ضمان الاستثمار متعدد الأطراف        | 19 مارس 1993                 | 12 أبريل 1988               |

## وصلات خارجية
- موقع وزارة الخارجية البوسنية
- موقع وزارة الخارجية الكورية الجنوبية